# Plutarco Marsá Vancells
Plutarco Arístides Porcio Marsá Vancells (Barcelona, 22 de mayo de 1911-Madrid, 5 de febrero de 2006) fue un jurista, escritor y pensador del feminismo español.

## Biografía
Su madre fue la catalana de Tarrasa Josefa Vancells Carreras y su padre Antonio Marsá (1877-1965), un jurista laico que no quiso bautizar a sus hijos (Graco, Oritia, Marco, Plutarco, Marina, Héctor (muerto recién nacido) y Licinio) y se formó en la Institución Libre de Enseñanza. Colaboró con Francisco Pi y Margall en el Partido Federal y poco después con Nicolás Salmerón en la Unión Republicana y después cofundó el Partido Republicano Catalán y su órgano, el diario La Lucha; por último fue miembro activo del Partido Radical de Alejandro Lerroux desde 1926.
Antonio Marsá fue además Fiscal general en la II República entre 1933 y 1934 y posteriormente Consejero permanente del Estado republicano (1934) hasta la Guerra Civil. Después fue confinado a vivir en Pamplona tres años con frailes franciscanos y volvió "al buen camino" del catolicismo; no obstante, su hijo Graco fue condenado a 20 años de cárcel por socialista y masón y, enfermo de tuberculosis, falleció en la cárcel el 1946. Marco, su segundo hijo, funcionario, fue desposeído de su cargo acusado de masonería y republicanismo. Plutarco estaba también fichado por la DGS como enemigo del régimen. Lo cierto es que era una eminencia que se doctoró en las tres carreras que estudió: Derecho, Ciencias Políticas y Filosofía; hablaba cuatro idiomas y fue Letrado del Ministerio de Justicia e Inspector del de Trabajo además de Registrador de la propiedad y profesor de la Universidad Laboral de Córdoba, de donde fue expulsado por desafección al régimen por el rector Cándido Aniz el 28 de abril de 1962.
En los años de la posguerra fue miembro de la pionera Asociación Española de Mujeres Juristas y uno de los mantenedores de la Colección Torremozas de libros de poesía compuestos por mujeres y consagró además numerosos estudios a la cultura femenina: La mujer en la literatura (1987), La mujer en el periodismo (1987); La mujer en la filosofía (1976); La mujer en el derecho político (1970), La mujer en el derecho civil (1970), La mujer en el trabajo (1993), La mujer en el cristianismo (1994), La mujer en la familia (1998), La mujer en la administración (1998) y Misión de la mujer en la sociedad (¿1982?). Se interesó además por el pensamiento de la jurista decimonónica Concepción Arenal publicando Concepción Arenal y la Institución Libre de Enseñanza (1992) y Actualidad permanente del pensamiento de Concepción Areal (1983) entre otras obras. También resulta interesante su Racismo y derecho civil (1970), entre otras obras jurídicas sobre derecho civil y registral. En 1994, fue elegido miembro honorario de la Real Academia de Doctores, en cuya sección de sección de Ciencias Políticas intervino activamente. Hombre erudido y muy trabajador, vivió entregado a la investigación, especialmente en el campo de las Universidades Laborales, y a la promoción de la mujer.

## Obras
- La mujer en la literatura (Madrid: Torremozas, 1987)
- La mujer en el periodismo Madrid: Torremozas, 1987
- La mujer en la filosofía (Madrid: Fragua, 1976)
- La mujer en el derecho político (Pamplona: Ediciones Universidad de Navarra, 1970)
- La mujer en el derecho civil (Pamplona: Ediciones Universidad de Navarra, 1970).
- Concepción Arenal y la Institución Libre de Enseñanza (Madrid: Cuadernos de Olalla, 1992); *Actualidad permanente del pensamiento de Concepción Areal (Madrid: El Fragua, 1983) .
- La mujer en el trabajo (Madrid: Ediciones Torremozas, 1993)
- La mujer en el cristianismo (Madrid: Torremozas, 1994).
- La mujer en la familia (Madrid, 1998).
- La mujer en la administración, Madrid [s.n.] 1998
- Misión de la mujer en la sociedad, Madrid: Asociación Española de Mujeres Juristas, ¿1982?.
- Racismo y derecho civil, Madrid: Reus, 1970.
- Concepción Arenal, [S. l.: s. n.], [1983?]
- Derecho de familia ¿tutela de familia? ¿tutela de autoridad? Cataluña: Altés, 1966.
- Derecho inmobiliario y derecho civil, Barcelona: [s.n.], 1978.
- Las relaciones de la iglesia y el estado en el moderno derecho constitucional, Madrid: CSIC-Instituto San Raimundo de Peñafort, 1953.
- Trabajo sobre el Hospital de San Rafael, 1928.
- Derecho agrario y derecho civil, Madrid: [Instituto de Estudios Agro-Sociales] 1970.
- Auxiliares de la Administración de Justicia: respuestas a los diez temas de la parte práctica y 12 de la parte escrita del programa publicado en el Boletín Oficial del Estado del 13 de noviembre de 1965. Madrid Instituto Editorial Reus 1965.
- La reforma del artículo 321 del código civil español ante la legislación comparada actual. [S.l.]: [s.n], 1952.